# Antonio Mattiazzo
Antonio Mattiazzo (ur. 20 kwietnia 1940 w Rottanova di Cavarzere) – włoski duchowny rzymskokatolicki, arcybiskup ad personam Padwy w latach 1989–2015.

## Życiorys
5 lipca 1964 otrzymał święcenia kapłańskie. W 1964 rozpoczął przygotowanie do służby dyplomatycznej na Papieskiej Akademii Kościelnej.
16 listopada 1985 został mianowany przez Jana Pawła II nuncjuszem apostolskim w Wybrzeżu Kości Słoniowej, Burkina Faso i Nigrze oraz arcybiskupem tytularnym diecezji Virunum. 
Sakry biskupiej 15 grudnia 1985 roku udzielił mu ówczesny Sekretarz Stanu – kardynał Agostino Casaroli. 
5 lipca 1989 został mianowany biskupem Padwy zachowując tytuł arcybiskupa.
18 lipca 2015 przeszedł na emeryturę.